# Force India VJM05
La Force India VJM05 è un'automobile monoposto sportiva di Formula 1 costruita dalla Force India per partecipare al Campionato mondiale di Formula 1 2012.
È stata presentata il 3 febbraio 2012 nel circuito di Silverstone in Inghilterra.
La vettura è motorizzata Mercedes ed è pilotata dal britannico Paul di Resta e dall'ex terzo pilota della scuderia, il tedesco Nico Hülkenberg; il nuovo terzo pilota è il francese Jules Bianchi, che arriva dalla Scuderia Ferrari.

## Livrea e Sponsor
La livrea è la stessa dell'anno precedente: verde, bianco e arancione. Sulla fiancata spicca la scritta del nuovo top sponsor Sahara, da cui prende il nome la scuderia.

## Sviluppo
La monoposto, in linea con le modifiche regolamentari, presenta nella parte anteriore lo scalino sul musetto, che caratterizza anche vetture di altre scuderie, e ha subito interventi riguardanti gli scarichi, posti ad un'altezza maggiore. Rispetto al modello precedente, la presa d'aria sopra al di sopra dell'abitacolo è formata da un'unica apertura, mentre l'anno prima era divisa in due parti. Nell'ambito della collaborazione della scuderia indiana con la McLaren, quest'ultima si occupa della fornitura della trasmissione, mentre il motore e il KERS della vettura sono della Mercedes.

## Scheda tecnica
- Telaio: Monoscocca a nido d'ape in fibre di carbonio e materiali compositi
  - Pneumatici: Pirelli PZero
- Motore:
  - Mercedes-Benz FO 108Z 2.4 L V8 (90°) aspirato, 18.000 RPM.
  - Numero di valvole: 32
- KERS: Mercedes-Benz
- Cambio: McLaren semiautomatico a 7 marce

### Piloti
| Piloti ufficiali       | Piloti ufficiali | Piloti ufficiali |
| Nazione                | Nome             | Numero           |
| ---------------------- | ---------------- | ---------------- |
| Regno Unito (bandiera) | Paul di Resta    | 11               |
| Germania (bandiera)    | Nico Hülkenberg  | 12               |
| Collaudatori           |                  |                  |
| Nazione                | Nome             | Nome             |
| Francia (bandiera)     | Jules Bianchi    | Jules Bianchi    |
| Regno Unito (bandiera) | Gary Paffett     | Gary Paffett     |
| Stati Uniti (bandiera) | Conor Daly       | Conor Daly       |

## Stagione 2012

### Campionato
La stagione per la scuderia anglo-indiana è molto più competitiva di quella scorsa, nella gara inaugurale in Australia come nel 2011 la Force India riesce ad andare a punti con Paul Di Resta che porta a casa 1 punto. Dopo questa gara la Force India va spesso nella zona punti sia con Di Resta che con Hülkenberg, ciò nonostante dopo 10 gare la differenza punti che divide i due piloti della scuderia in classifica è di 8 punti a favore dello scozzese Di Resta.
Rispetto alla prima parte di stagione i due piloti Force India sembrano più competitivi andando molto spesso a punti e sfiorando anche il podio in 2 occasioni: in Belgio con Hülkenberg che giunge 4º a soli due secondi da Kimi Räikkönen giunto 3º e a Singapore con Di Resta che giunge 4º a quattro secondi da Fernando Alonso che inizialmente sembrava più lento dello scozzese; proprio in questo Gran Premio Hülkenberg effettua il 1º giro veloce in carriera nonché l'unico della sua stagione, ma non riuscirà a marcare punti giungendo 14º,grazie a questo giro veloce la scuderia ritorna ad effettuarne 1 a distanza di 3 anni dall'ultima volta che risaliva al Gran Premio d'Italia 2009.
La scuderia anglo-indiana sfiorerà in 1 occasione anche la vittoria ad Interlagos con Hülkenberg che grazie ad un'ottima strategia fino al 54º giro si era trovato nei primi 3,ma proprio al 54º giro il tedesco cercando di superare Lewis Hamilton perde il controllo della sua vettura e fa ritirare il pilota della McLaren venendo penalizzato con il drive trough e tagliando il traguardo in 5ª posizione. La scuderia anglo-indiana termina il campionato al 7º posto con 109 punti (40 in più rispetto al 2011) conquistando 1 giro veloce mentre per quanto riguarda il campionato piloti Nico Hülkenberg termina il campionato all'11º posto con 63 punti, invece Di Resta termina il campionato al 14º posto con 46 punti.

## Risultati F1
| Anno | Team        | Motore                  | Gomme | Piloti     |     |   |    |    |    |   |    |    |     |    |    |    |    |    |    |    |    |     |    |    | Punti | Pos. |
| ---- | ----------- | ----------------------- | ----- | ---------- | --- | - | -- | -- | -- | - | -- | -- | --- | -- | -- | -- | -- | -- | -- | -- | -- | --- | -- | -- | ----- | ---- |
| 2012 | Force India | Mercedes FO 108Z 2.4 V8 | P     | Di Resta   | 10  | 7 | 12 | 6  | 14 | 7 | 11 | 7  | Rit | 11 | 12 | 10 | 8  | 4  | 12 | 12 | 12 | 9   | 15 | 19 | 109   | 7º   |
| 2012 | Force India | Mercedes FO 108Z 2.4 V8 | P     | Hülkenberg | Rit | 9 | 15 | 12 | 10 | 8 | 12 | 5  | 12  | 9  | 11 | 4  | 21 | 14 | 7  | 6  | 8  | Rit | 8  | 5  | 109   | 7º   |
| 2012 | Force India | Mercedes FO 108Z 2.4 V8 | P     | Bianchi    |     |   | SP |    | SP |   |    | SP | SP  | SP | SP |    | SP |    |    | SP |    | SP  |    |    | 109   | 7º   |

| Legenda | 1º posto     | 2º posto | 3º posto    | A punti         | Senza punti/Non class.  | Grassetto – Pole position Corsivo – Giro più veloce |
| Legenda | Squalificato | Ritirato | Non partito | Non qualificato | Solo prove/Terzo pilota | Grassetto – Pole position Corsivo – Giro più veloce |